# Meteorus townsendi
Meteorus townsendi är en stekelart som beskrevs av Muesebeck 1939. Meteorus townsendi ingår i släktet Meteorus och familjen bracksteklar. Inga underarter finns listade i Catalogue of Life.